# Asturcón (caballo)
El asturcón o poni asturiano[cita requerida] es una raza de caballo rústico y de pequeño tamaño de origen asturiano y leonés.
Forma parte de las razas que habitan desde la antigüedad los territorios montañosos desde la cordillera Cantábrica hasta los Pirineos occidentales. En estas razas cántabro-pirenaicas se distinguen al menos seis subtipos: el garrano de Portugal, el caballo galaico en Galicia, el asturcón entre  León y Asturias, el monchino en Cantabria, el losino en el norte de Burgos y Palencia, y la pottoka que se conserva en áreas del País Vasco, Navarra y del País Vasco francés.

## Características
Pequeños ejemplares de la familia de los ponis. Grupa inclinada, cola de abundante de pelo. Un amplio arco costal con un frente pectoral musculado reposa sobre unas extremidades finas con cascos pequeños y redondeados muy resistentes. Alzada media de entre 1,30-1,47 m. Es un animal que habita en libertad en las montañas de Asturias.

## Historia
El asturcón en sus orígenes era salvaje y no tenía utilidad alguna para el ser humano. No obstante, más tarde fue domesticado y utilizado para las tareas agrícolas y transporte.
Los astures los emplearon como animales de monta y tiro, en algunos casos pudieron ser usados con fines alimenticios o de sacrificio, como así se ha constatado en los restos encontrados en las excavaciones arqueológicas del castro de Noega en Gijón (Asturias).
Los romanos apreciaron sus características y los utilizaron en las minas. Por ello llegó a haber ejemplares en las zonas mineras de Valencia. El nombre de asturcón se extendió a cualquier caballo pequeño capaz de ir al paso paso portante o de ambladura, un trote suave y ligero que permitía un transporte cómodo y seguro tanto para el jinete como para el pasajero o la carga de un carro tirado por estos caballos.
El asturcón, después de siglos de un extraordinario rendimiento, estuvo a punto de perecer por el avance de la industrialización.
Hoy en día los últimos asturcones se reducen a la sierra del Sueve, en el oriente asturiano, entre los concejos de Parres, Piloña, Caravia y Colunga, y son unos pocos ejemplares protegidos por ACAS. La festividad de "La doma del asturcón" se realiza a mediados de agosto en Espineres (Piloña), donde se produce un control de los asturcones "salvajes" mediante su marcaje.
En la actualidad se ha extendido por el occidente asturiano.